# Роман Губник
Роман Губник (чеськ. Roman Hubník, нар. 6 червня 1984, Всетін) — чеський футболіст, центральний захисник клубу «Вікторія» (Пльзень) та національної збірної Чехії.

## Клубна кар'єра
Вихованець футбольної школи клубу Сігма (Оломоуць). Дорослу футбольну кар'єру розпочав 2002 року в основній команді того ж клубу, в якій провів п'ять сезонів, взявши участь у 102 матчах чемпіонату. Більшість часу, проведеного у складі «Сігми», був основним гравцем захисту команди.
Своєю грою за цю команду привернув увагу представників тренерського штабу російського клубу «Москва», до складу якого приєднався 2007 року. Стати основним гравцем московської команди не зміг і, провівши у її складі за півтора сезони лише 9 матчів чемпіонату, 2009 року повернувся на батьківщину, де як орендований гравець захишав кольори команди клубу «Спарта» (Прага).
На початку 2010 року також на умовах оренди приєднався до складу берлінської «Герти», а влітку того ж року німецький клуб викупив трансфер гравця.
У вересні 2013 року підписав контракт з «Вікторією» з Пльзеня.

## Виступи за збірні
Протягом 2004—2007 років залучався до складу молодіжної збірної Чехії. На молодіжному рівні зіграв у 23 офіційних матчах, забив один гол.
2009 року дебютував в офіційних матчах у складі національної збірної Чехії. Наразі провів у формі головної команди країни 30 матчів, забивши 3 голи.

## Титули і досягнення
- Чемпіон Чехії (3):

«Вікторія» (Пльзень): 2014-15, 2015-16, 2017-18
- Володар Суперкубка Чехії (1):

«Вікторія» (Пльзень): 2015